# Михайлов, Владимир Дмитриевич
Влади́мир Дми́триевич Миха́йлов (24 апреля 1929 — 28 сентября 2008) — русский советский писатель-фантаст, редактор.

## Биография
Родился в Москве. Отец Дмитрий Леонтьевич Михайлов в 1929 году был назначен руководителем строительства  Ярославского резино-асбестового комбината и  одновременно его первым директором. В 1930 году в числе группы советских инженеров он изучал опыт работы предприятий резиновой промышленности США.
Годы Великой Отечественной войны Владимир Михайлов провёл в эвакуации в Муроме, Новосибирске и Воронеже. В 1945 переехал в Ригу, где окончил среднюю школу, а затем юридический факультет Латвийского государственного университета. Работал следователем прокуратуры, служил в армии, был инструктором Елгавского райкома КПСС, затем работал в сатирическом журнале «Dadzis» («Дадзис»), главным редактором газеты «Literatūra un māksla» («Литература и искусство»), на Рижской киностудии, литконсультантом в СП Латвийской ССР, в издательстве «Liesma» («Лиесма»).
Был главным редактором журнала «Даугава», превратившимся под его руководством в годы перестройки в один из самых известных литературных журналов СССР.
До конца 1980-х годов жил в Латвийской ССР, затем переехал в Москву.
Член СП СССР (1964) и СП Москвы (1997).
Лауреат премий «Аэлита» (1991), «Странник» (2000), им. Беляева (1994), «Паладин фантастики» (1996), «Великое кольцо» (1983).
Похоронен в Москве на Востряковском кладбище.

## Литературное творчество
Печатается с середины 1950-х годов. Начинал с сатирических и юмористических рассказов. Первая научно-фантастическая публикация — повесть «Особая необходимость» (1963). Советские космонавты обнаруживают, что Деймос является звездолётом инопланетян. Разгадав часть его тайн, участники экспедиции решают использовать имеющийся на борту звездолёта межпланетный космический корабль для возвращения на Землю.
Ранние фантастические произведения Михайлова («Люди Приземелья» (1964; 1966), рассказы и повести из сборника «Люди и корабли» (1967), «Чёрные журавли» (1967), «Ручей на Япете» (1971), «Исток» (1972)) написаны на хорошем литературном уровне и выделяются на общем фоне советской фантастики 1960—1970-х годов бо́льшим психологизмом, хотя и не выходят за рамки традиционной твёрдой фантастики. Герой повести «Исток» (1972) посещает Землю далёкого будущего, превращённую в своего рода игровую площадку для детей. В рассказе «„Адмирал“ над поляной» (1973) оружие утратило свою разрушительную функцию, оставшись лишь безобидной игрушкой инопланетных детей.
Более поздние произведения Михайлова всё более отходят от советского научно-фантастического канона. Так, в вызвавших большой интерес романах о звёздном капитане Ульдемире — «Сторож брату моему» (1976) и «Тогда придите, и рассудим» (1983) (названия обоих романов — библейские цитаты) описан экипаж межзвёздной экспедиции, составленный из представителей различных эпох (средневековый монах, нацистский лётчик, доисторический человек, сам Ульдемир — наш современник и др.), «изъятых» из своих времен потомками за мгновение до смерти. Их внешне «прогрессорская» деятельность на другой планете достаточно прозрачно намекала на события 1968 года в Чехословакии. Во втором романе герой встречается с двумя представителями галактического Сверхразума, с тревогой наблюдающими за технологической экспансией землян.